# Silk Road
Silk Road (с англ. — «Шелковый путь») — анонимная торговая интернет-площадка, находившаяся в зоне .onion анонимной сети Tor и работавшая с 2011 по 2013 год. Большинство продававшихся товаров было нелегальным, однако владельцами сайта были запрещены к купле-продаже краденые реквизиты банковских карт, фальшивые деньги, детская порнография, персональные данные, услуги киллера и оружие. Сайт был наиболее известен как площадка по торговле запрещенными психоактивными веществами, которые составляли 70 % товаров, кроме них, продавались другие легальные и полулегальные товары например, порнография или электронные копии незапрещённых книг, охраняемых авторскими правами.
Владелец площадки Росс Уильям Ульбрихт неоднократно заявлял о своих либертарианских взглядах и критиковал государственные экономические регуляции.

## Описание
Покупатели и продавцы проводят все денежные операции через криптовалюту биткойн, которая в сочетании с Tor может обеспечивать анонимность участников сделки и невозможность блокировки платежа. Для этого же Silk Road в механизм платежей интегрировала биткойн-миксер, что делает практически невозможным отслеживание транзакций.
Покупатели регистрируются бесплатно, а продавцы обязаны покупать аккаунт через аукцион, чтобы уменьшить риск мошенничества.

## Товары
По состоянию на март 2013 в магазине продавалось более 10 тысяч товаров, 70 % из них — запрещённые во всех или большинстве стран психоактивные вещества (340 видов), самыми популярными из которых являлись МДМА, ЛСД и марихуана. Опиоиды, например, героин также имелись в продаже, однако спрос на них был крайне низкий.
Правила магазина запрещают продажу детской порнографии, данных банковских карт, заказы убийств, оружия массового поражения.
На сайте также продавалось небольшое количество товаров, оборот которых не запрещен, например книги, ювелирные изделия, порнография.
Владелец Silk Road открывал для продажи оружия сходный магазин «The Armory», но в 2012 закрыл его из-за низкого спроса.

## Оборот
На 2012—2013 годы ежегодные продажи через Silk Road оценивались в 14—15 миллионов долларов. В качестве валюты продавцы и покупатели используют криптовалюту биткойн (BTC), которая может предоставить анонимность и безотзывность транзакций. Silk Road использует хеджирование по отношению к доллару США.
Silk Road иногда называют аналогом eBay или Amazon.com для нелегальных товаров.
По данным, опубликованным ФБР после ареста Ульбрихта, с помощью сайта за два с половиной года было проведено 1,2 млн сделок на 9,5 миллионов биткойнов (по оценке Christopher Tarbell, ФБР). Комиссии сайта (8-10 % с сделки) составили более 600 тыс. биткойнов (порядка 80 миллионов долларов по ценам того периода).
По документам судебного дела над Ульбрихтом, Silk Road использовался несколькими тысячами продавцов наркотиков и более чем 100 тысячами покупателей.
- Суммарный объём сделок на сайте за 2,5 года составил 9,5 млн биткойнов, что сопоставимо с общим количеством биткойнов на момент закрытия сайта, то есть 11,75 млн[28] При этом около 78 % биткойнов от их общего количества никогда не использовались в каком-либо обороте[29][30].

По словам ФБР, такое соотношение между объёмом сделок на сайте и количеством биткойнов может свидетельствовать о том, что основным использованием криптовалюты, за исключением спекулятивных инвестиций, была покупка нелегальных товаров.

## Закрытие

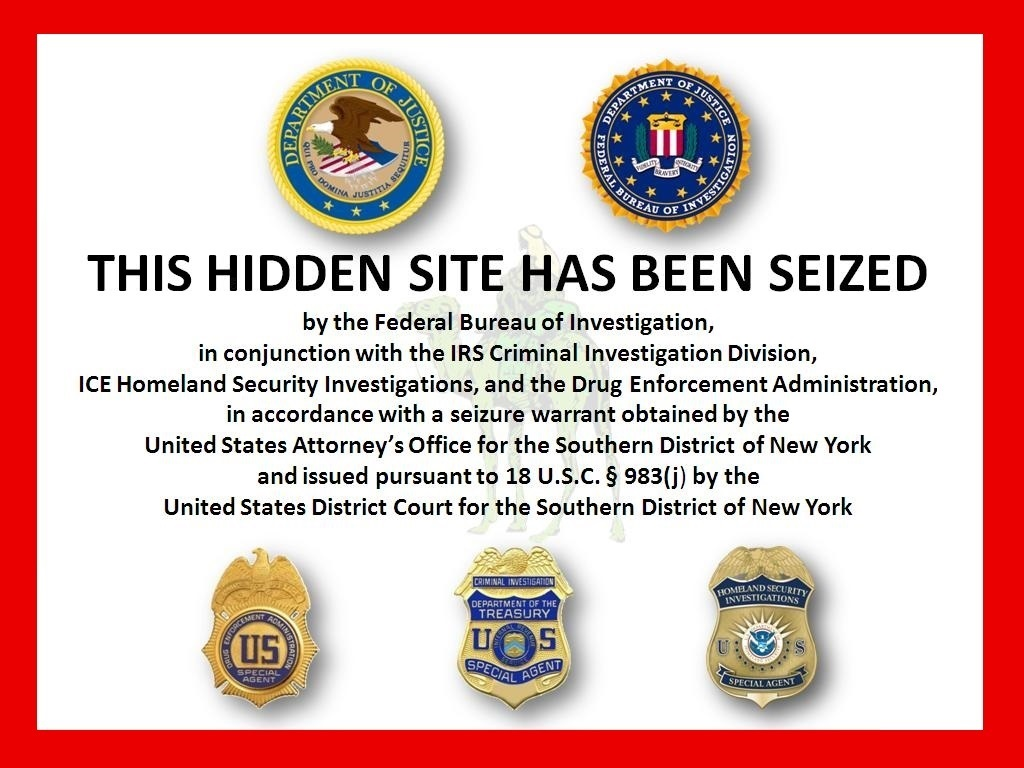
Изображение, размещенное на Silk Road, после ареста Уильяма Росса Ульбрихта

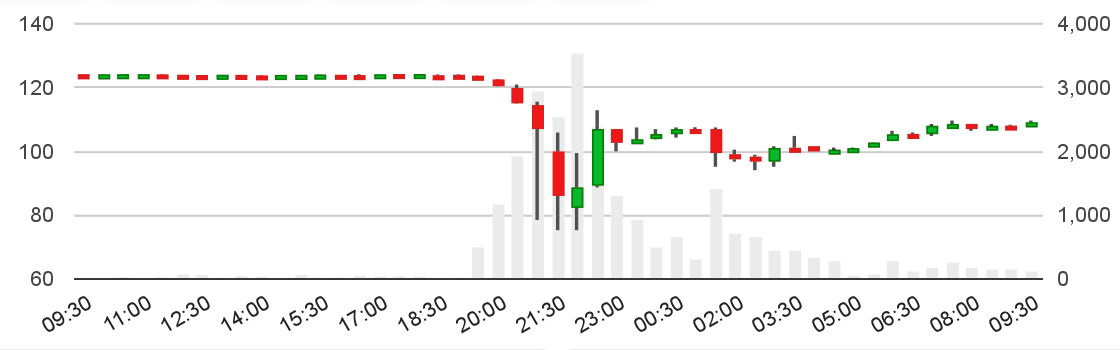
Реакция котировки биткойна на площадке обмена BTC-E на новость об аресте Уильяма Росса Ульбрихта

2 октября 2013 года Уильям Росс Ульбрихт (Dread Pirate Roberts) был арестован в Сан-Франциско. Его обвиняют в наркоторговле, хакерских атаках и сговоре с целью отмывания денег. Агенты смогли арестовать его благодаря обнаруженной канадским правительством посылке с девятью поддельными документами, отправленной в Сан-Франциско, которые Ульбрихт планировал использовать с целью аренды серверов для Silk Road.
Цена биткойна отреагировала на данную новость следующим образом: в первые несколько часов было резкое падение с 124 до 82 долларов (66 %), а затем восстановление до уровня 108 долларов (87 %).
29 мая 2015 года судья приговорил Ульбрихта к пожизненному заключению.
Крупнейшие инвесторы в биткойны братья Уинкельвосс, планирующие запуск Winklevoss Bitcoin Trust в США после получения разрешения, связывают рост курса биткойнов (по состоянию на 22 января 2014 года в 8 раз) после закрытия Silk Road с тем, что биткойн перестал ассоциироваться с теневым рынком. Кэмерон Уинкельвосс в своём онлайн-интервью пользователям Reddit дал оценку оборота Silk Road в биткойн-экономике. По его мнению, она составляла 4 %.
Сайт приводился на слушаниях по внесению изменений в закон SOPA в 2011 как пример эволюции некоторых веб-сайтов в распределённые сети и компьютерные системы, которые конструктивно не могут быть заблокированы методом фильтра доменов, предложенным в SOPA.

## Последователи
У сайта, особенно после его закрытия, появилось некоторое количество подражателей. Например, 7 ноября 2013 года был открыт магазин, позиционирующий себя как преемник Silk Road и взявший название SilkRoad 2.0.
Представители федеральных властей США настойчиво отрицают слухи о том, что этот сайт был создан ими и является подставным.
Спустя год, 6 ноября 2014 года, ФБР арестовало контролировавшего Silk Road 2.0 Блейка Бенталла (Blake Benthall, AKA «Defcon»), сайт был закрыт.
В 2013 году журнал Forbes писал о сходных мелких магазинах Atlantis и Black Market Reloaded, которые позднее были закрыты их владельцами. Ещё один сходный магазин Sheep Marketplace закрылся после взлома и кражи у него 5400 биткойнов.

## В культуре
В 2015 году режиссёром Алексом Уинтером был снят документальный фильм «Глубокая паутина», описывающий хронику событий, связанных с Silk Road, Bitcoin и философию глубокой паутины.
В 2020 году режиссёром Тиллером Расселлом был снят фильм «Silk Road» (в русском прокате «Асоциальная сеть»). Сюжет фильма показывает образ героев, их убеждения. В России премьера фильма состоялась 11 марта 2021.